# Cousinia mongolica
Cousinia mongolica là một loài thực vật có hoa trong họ Cúc. Loài này được Bornnr. mô tả khoa học đầu tiên năm 1916.